# Christine Michael
Christine Lynn Michael (nacido el 9 de noviembre de 1990) es un jugador profesional de fútbol americano estadounidense que juega en la posición de running back y actualmente milita en los Indianápolis Colts de la National Football League (NFL).

## Biografía
Michael asistió a West Brook Senior High School en Beaumont, Texas, donde jugó para el equipo de fútbol americano. Allí corrió para 3,927 yardas en 501 carreras. Ganó el trofeo Walter Payton en 2009, por el mejor atleta del instituto.

## Carrera

### Seattle Seahawks
Michael fue seleccionado por los Seattle Seahawks en la segunda ronda (puesto 62) del draft de 2013. En sus dos primeros años, Michael se vio eclipsado por el veterano Marshawn Lynch y Robert Turbin.
El 16 de diciembre de 2015, los Seahawks volvieron a firmar a Michael por las lesiones que habían sufrido Marshawn Lynch y Thomas Rawls. Tras hacer un buen final y buen comienzo de temporada en 2015 y 2016, respectivamente, los Seahawks (sorprendentemente) volvieron a cortar a Michael el 15 de noviembre de 2016.

### Dallas Cowboys
Michael firmó con los Dallas Cowboys para reemplazar el espacio que dejó DeMarco Murray con su salida a los Eagles. Jugó 5 partidos, y fue despedido el 17 de noviembre de 2015, para hacer espacio para su compañero en los Seahawks, Robert Turbin.

### Washington Redskins
Dos días después de ser cortado por los Cowboys, Michael firmó con los Washington Redskins en la escuadra de prácticas. Fue despedido el 15 de diciembre de 2015.

### Green Bay Packers
El 16 de noviembre de 2016, los Packers firmaron a Michael.